# サン＝ローラン＝デ＝ゾー原子力発電所
サン＝ローラン＝デ＝ゾー原子力発電所（サン＝ローラン＝デ＝ゾーげんしりょくはつでんしょ、フランス語：Centrale nucléaire de Saint-Laurent-des-Eaux）は、フランス共和国ロワール＝エ＝シェール県サン＝ローラン＝ヌーアン（fr:Saint-Laurent-Nouan）に所在する原子力発電所。施設はロワール川の中州にあり、オルレアンから西南へ30km、トゥールから東北80kmに位置している。

## 概要
サン＝ローラン原子力発電所にある90万kW級加圧水型原子炉が2基稼働し、それぞれ1983年に運転開始している。かつては黒鉛減速ガス冷却炉が2基、1号機は1969年から、2号機は1971年から稼働していたが、1号機は1990年に、2号機は1992年に運転終了している。
1969年10月17日、所内にある黒鉛減速ガス冷却炉1号機で燃料挿入中にウラン50kgが溶けだした。この事故は国際原子力事象評価尺度レベル4に分類された。これは2012年までのフランス原子力史上最も大きな事故であった。
1980年3月13日、今度は黒鉛減速ガス冷却炉2号機でウラン20kgが炉心溶融を起こす事故が発生した。激しい損傷を受けて原子炉は3年半の間運転できなかった
1987年1月12日午前、ロワール川の凍結により黒鉛減速ガス冷却炉1号機の冷却ができなくなり緊急停止し、正午頃に西部フランスの送電網によりコルドメ火力発電所から非常時冷却のための送電がなされる。取水口付近にあった氷の塊はフランス軍が設置した爆発物によって破壊される。

### 原子炉の特性
各原子炉の特性は以下のとおり。
| 原子炉名       | 格納容器形式 （原子炉形式） | 容量（MW）        | 容量（MW）      | 容量（MW）      | 運用者       | 建造者     | 建設開始  | 送電網接続運転開始 | 営業運転開始  | 原子炉の運転終了 |
| 原子炉名       | 格納容器形式 （原子炉形式） | 炉心熱出力（MWt） | 定格出力（MWe） | 平均出力（MWe） | 運用者       | 建造者     | 建設開始  | 送電網接続運転開始 | 営業運転開始  | 原子炉の運転終了 |
| -------------- | --------------------------- | ----------------- | --------------- | --------------- | ------------ | ---------- | --------- | ------------------ | ------------- | ---------------- |
| St-Laurent-A-1 | GCR                         |                   | 390             |                 | フランス電力 |            |           |                    | 1969年6月1日  | 1990年4月18日    |
| St-Laurent-A-2 | GCR                         |                   | 494             |                 | フランス電力 |            |           |                    | 1971年11月1日 | 1992年5月27日    |
| St-Laurent-B-1 | CP2 (PWR)                   | 2785              | 956             | 915             | フランス電力 | フラマトム | 1976年5月 | 1981年1月          | 1983年8月     |                  |
| St-Laurent-B-2 | CP2 (PWR)                   | 2785              | 956             | 915             | フランス電力 | フラマトム | 1976年7月 | 1981年6月          | 1983年8月     |                  |